# 𝼚
𝼚, appelé I barré crochet rétroflexe souscrit ou I barré hameçon rétroflexe souscrit, est une lettre latine utilisée auparavant dans l'alphabet phonétique international, rendu obsolète en 1976. En 1989, le symbole est changé par ɨ˞, tout comme les autres voyelles avec crochet rétroflexe.

## Représentations informatiques
Le I barré crochet rétroflexe souscrit peut être représenté avec les caractères Unicode suivants : 
- composé (Latin étendu — G) :

| formes    | représentations | chaînes de caractères | points de code | descriptions                                                |
| --------- | --------------- | --------------------- | -------------- | ----------------------------------------------------------- |
| minuscule | ᶖ               | 𝼚                     | U+1DF1A        | lettre minuscule latine i barré hameçon rétroflexe souscrit |

- avant l’ajout de U+1DF1A à Unicode 4.1 en 2005, décomposé (Alphabet phonétique international, diacritiques) :

| formes    | représentations | chaînes de caractères | points de code | descriptions                                                            |
| --------- | --------------- | --------------------- | -------------- | ----------------------------------------------------------------------- |
| minuscule | ɨ̢               | ɨ◌̢                    | U+0268 U+0322  | lettre minuscule latine i barré diacritique hameçon rétroflexe souscrit |